# Non ci credo
Non ci credo è un film del 2006 diretto da Vanna Paoli, con protagonisti Carlo Monni, Adelaide Foti e Sergio Bustric. L'anteprima è avvenuta l'11 settembre 2014 a Villa Pecori Giraldi di Borgo San Lorenzo.